# エフ (姻族名称)
エフ (ᡝᡶᡠ, efu, 額駙) は満洲語の対人関係を表す名称の一つ。
ヌルハチが国主に即位して以降、ゲゲ (gege, 格格＝娘) の夫、つまり娘婿を呼び表すのに使われたが、後に制度化され、清朝皇女や、宗室の娘の夫を表す称号となった。

## 沿革
アイシン (後金) 初期のヌルハチ統治時代においては、正式な冊封制度は依然として整備されていなかった。ヌルハチの娘、およびヌルハチの親族の娘はゲゲ (格格)と呼ばれ、ゲゲの夫がすなわちエフと呼び習わされた。この頃の文献に記録されているエフは多くがマンジュ (満洲族) の出身で、モンゴ (蒙古) や漢人は僅かにフシュン･エフの李永芳一人だけである。その上、マンジュのエフは多くが建州女真の出身である。
ホンタイジの治世では、皇女と宗室の娘の冊封制度が徐々に整い始めた。そのうち、皇女については、嫡庶の違いに因ってグルン･イ公主グンジュ、ホショイ公主グンジュに分類され、その分類に応じて皇婿もグルン･イ･エフ、ホショイ･グンジュ･イ･ホショイ･エフと呼ばれた。
マンジュの姻戚政策の影響で、モンゴ (蒙古) のエフの規模が拡大されると、ゴビ砂漠以南のモンゴ部落の大部分が含まれるようになった。25名のモンゴ･エフの内十名がホルチン部の出身で、その内の6人はホルチン左翼、4人が右翼の出身である。また、皇女がモンゴに嫁ぐ数も増加していった。
北京入城 (明清交替) 後の順治、康熙年間には、清朝宗室は政権安定を図るべく呉三桂、耿継茂、尚可喜の三名の異姓漢王の一族と頻繁に政略結婚をおこなった。
現代の研究者は、この類のエフが娶った宗室の娘は、多くが皇帝の養女の身份で破格の冊封を得、身分と待遇を高めることで、政治上の籠絡と制御という目的を実現することができると指摘する。康熙年間には、三藩の乱が鎮圧されたことで、漢人で王に冊封されるものはいなくなり、したがって漢人エフも途絶えた。
雍正年間には，和碩純愨公主の夫・策棱がグルン･イ･エフに昇格し、逝去して久しい公主もまたグルン･イ･グンジュを追贈された。

## 内爵

### 皇帝の娘
- ᡤᡠᡵᡠᠨ (gurun)：グルン。漢文は固倫。国家の意。
  - ᡤᡠᡵᡠᠨ ᡳ ᡤᡠᠩᠵᡠ (gurun i gungju)：グルン公主グンジュ (固倫公主)。皇后の娘。
- ᡥᠣᡧᠣ (hošo)：ホショ。漢文は和碩。ホショは美称。[1]
  - ᡥᠣᡧᠣᡳ ᡤᡠᠩᠵᡠ (hošoi gungju)：ホショイ公主グンジュ (和碩公主)。妃嬪の娘、または皇后の養女。

### 王の娘
- ᡥᠣᡧᠣᡳ ᠴᡳᠨ ᠸᠠᠩ (hošoi cin wang)：ホショイ親王チンワン (和碩親王)。略して親王チンワン。清朝宗室の第一位。
  - ᡥᠣᡧᠣᡳ ᡤᡝᡤᡝ (hošoi gege)：ホショイ･ゲゲ (郡主)。親王チンワンの娘。
- ᡩᠣᡵᠣᡳ ᡤᡳᠶᡡᠨ ᠸᠠᠩ (doroi giyūn wang)：ドロイ郡王ギュンワン (多羅郡王)。略して郡王ギュンワン。清朝宗室の第二位。
  - ᡩᠣᡵᠣᡳ ᡤᡝᡤᡝ (doroi gege)：ドロイ･ゲゲ (県主)。郡王ギュンワンの娘。

### その外の娘
- ᡩᠣᡵᠣᡳ ᠪᡝᡳᠯᡝ (doroi beile)：ドロイ･ベイレ (多羅貝勒)。略してベイレ (貝勒)。清朝宗室の第三位。
  - ᠪᡝᡳᠯᡝ ᡳ ᠵᡠᡳ ᡩᠣᡵᠣᡳ ᡤᡝᡤᡝ (beile i jui doroi gege)：ベイレ･イ･ジュイ･ドロイ･ゲゲ (郡君)。ベイレの娘。[2]
  - ᡤᡠᠩ ᠨᡳ ᠵᡠᡳ ᡤᡝᡤᡝ (gung ni jui gege)：公グン･ニ･ジュイ･ゲゲ (郷君)。入八分鎮国公、輔国公の娘およびベイレの庶女。
- ᡤᡡᠰᠠᡳ ᠪᡝᡳᠰᡝ (gūsai beise)：グサイ･ベイセ (固山貝子)。略してベイセ (貝子)。清朝宗室の第四位。
  - ᡤᡡᠰᠠᡳ ᡤᡝᡤᡝ (gūsai gege)：グサイ･ゲゲ (県君)。ベイセの娘。
- ᡤᡠᡵᡠᠨ ᠪᡝ ᡩᠠᠯᡳᡵᡝ ᡤᡠᠩ (gurun be dalire gung)：グルン･ベ･ダリレ公グン[3](鎮国公)。清朝宗室の第五位。
  - ᡤᡠᠩ ᠨᡳ ᠵᡠᡳ ᡤᡝᡤᡝ (gung ni jui gege)：公グン･ニ･ジュイ･ゲゲ (郷君)。入八分鎮国公、輔国公の娘およびベイレの庶女。
- ᡤᡠᡵᡠᠨ ᡩᡝ ᠠᡳᠰᡳᠯᠠᡵᠠ ᡤᡠᠩ (gurun de aisilara gung)：グルン･デ･アイシララ公グン[4](輔国公)。清朝宗室の第六位。
  - ᡤᡠᠩ ᠨᡳ ᠵᡠᡳ ᡤᡝᡤᡝ (gung ni jui gege)：公グン･ニ･ジュイ･ゲゲ (郷君)。入八分鎮国公、輔国公の娘およびベイレの庶女。

## 分類
『欽定大清會典』(乾隆版) に拠る。

### 皇帝の婿
- ᡤᡠᡵᡠᠨ  ᡳ ᡝᡶᡠ (gurun i efu)：グルン･イ･エフ (固倫額駙)。グルン公主グンジュの夫。即ち皇帝の婿。ベイセと同格 (侯・伯以上)。
- ᡥᠣᡧᠣᡳ ᡤᡠᠩᠵᡠ ᡳ ᡥᠣᡧᠣᡳ ᡝᡶᡠ (hoSoi gungju i hoSoi efu)：ホショイ･グンジュ･イ･ホショイ･エフ (和碩額駙)。ホショイ公主グンジュの夫。即ち皇帝の婿。超品公と同格 (侯・伯以上)。

### 王の婿
- ᡥᠣᡧᠣᡳ ᡝᡶᡠ (hošoi efu)：ホショイ･エフ (郡主儀賓)。ホショイ･ゲゲの夫。即ち親王チンワンの婿。武職一品と同格。
- ᡩᠣᡵᠣᡳ ᡝᡶᡠ (doroi efu)：ドロイ･エフ (県主儀賓)。ドロイ･ゲゲの夫。即ち郡王ギュンワンの婿。二品と同格。

### その外の婿
- ᡩᠣᡵᠣᡳ ᠪᡝᡳᠯᡝ  ᡳ ᡝᡶᡠ (doroi beile i efu)：ドロイ･ベイレ･イ･エフ (郡君儀賓)。ベイレ･イ･ジュイ･ドロイ･ゲゲの夫。即ちベイレの婿。三品と同格。
- ᡤᡡᠰᠠᡳ ᡝᡶᡠ (gūsai efu)：グサイ･エフ (県君儀賓)。グサイ･ゲゲの夫。即ちベイセの婿。四品と同格。
- ᡤᡠᠩ ᠨᡳ ᡤᡝᡤᡝ ᡳ ᡝᡶᡠ (gung ni gege i efu)：公グン･ニ･ゲゲ･イ･エフ (郷君儀賓)。公グン･ニ･ジュイ･ゲゲの夫。即ち鎮国公、輔国公またはベイレの婿。五品と同格。

## 規定
皇女のほか、宗室の娘は多くが父親の身分に因ってその受ける冊封の等級に差があり、それに伴ってエフの等級にも差がうまれた。
北京入城 (明清交替) 以前にはすでに公主グンジュ、ゲゲ (格格)、エフそれぞれに冠服の規定があり、無官のエフの冠服は所定の服装を、高官であればその官位に準ずるとされた。
- グルン･イ･エフ：超品公爵と同格。
- ホショイ･エフ：アンバン･ジャンギン (昂邦章京＝大将軍) と同格。
- ドロイ･エフ：メイレン･イ･ジャンギン (梅勒章京＝副都統) と同格。
- ドロイ･ベイレ･イ･エフ：ジャラン･イ･ジャンギン (甲喇章京＝参領) と同格。
- グサ･イ･エフ：ニルイ･ジャンギンと同格。

康熙期からは、公主グンジュ、エフの俸禄と待遇が制度化され始め、エフの俸禄銀 (年金) と待遇は妻よりも低く定められた。康熙年間の『欽定大清會典』には以下の通り、毎年の支給銀(両)と米(石)が規定された。
- グルン･イ･エフ：銀280両、米140石。
- ホショイ･グンジュ･イ･ホショイ･エフ：銀255両、米127石5斗。
- ホショイ･エフ：銀230両、米115石。
- ドロイ･エフ：銀180両、米90石。
- ドロイ･ベイレ･イ･エフ：銀155両、米77石5斗。
- グサイ･エフ：銀130両、米65石。
- グン･ニ･ゲゲ･イ･エフ：銀105両、米52石5斗。

## 脚註
1. ↑  参考：「角」の意味があるため、あるいは秀でているという意味か。
2. ↑  「beile i jui」は「ベイレの子」の意。
3. ↑  gurun：国。be：助詞「を」。dalire：動詞「dalimbi (護る)」の活用形。
4. ↑  gurun：国。de：助詞「に」。aisilara：動詞「aisimbi (佑ける)」の活用形。

## 参照
- 趙爾巽, 他100余名『清史稿』巻117, 清史館, 1928 (漢文) ＊中華書局版
- 安双成『满汉大辞典』遼寧民族出版社, 1993 (中国語)
- 胡增益 (主編)『新满汉大词典』新疆人民出版社, 1994 (中国語)
- 『五体清文鑑訳解』京都大学文学部内陸アジア研究所 (和訳)
- 栗林均「モンゴル諸語と満洲文語の資料検索システム」東北大学